# 設計組織アモルフ
株式会社設計組織アモルフ（英: AMORPHE Takeyama & Associates Architectural Design Office.）とは、日本の建築設計事務所。現在の活動拠点は京都。代表は建築家・竹山聖であるが、かつては数人のパートナーシップによる設計同人組織。
おもな受賞歴に、1982年、第2回SDレビュー入選。1983年、第3回SDレビュー入選。1986年、湘南台文化センターコンペ2等入選。1987年、愛知県新文化センターコンペ佳作。1988年、第4回吉岡賞受賞（新建築住宅特集新人賞）。1990年、日本建築学会作品賞最終候補。1991年、アンドレア・パラディオ賞（イタリア）。1993年、埼玉県立近代文学館コンペティションBest5入選。1993年、名古屋市都市景観賞。

## 関連人物
- 宇野求 建築家。
- 榎本弘之 （1955年-　）建築家。1979年（昭和54年）、設計組織アモルフ創設。1983年（昭和58年）、株式会社設計組織アモルフに改組、代表取締役。
- 荻津郁夫（1954年-　）建築家。株式会社設計組織アモルフのパートナー。1992年（平成4年）から1994年（平成6年）までは代表取締役。
- 小林克弘（1955年-　）建築家。首都大学東京教授。